# Jos van Dongen (journalist)
Jos van Dongen is een Nederlandse journalist, researcher en programmamaker. 
Na zijn studie aan de Academie voor de Journalistiek studeerde hij Politiek aan de Universiteit van Nijmegen. Ook studeerde hij een jaar televisiejournalistiek aan de Universiteit van Kansas. De reportage die hij in Amerika maakte werd uitgezonden door PBS-Kansas. 
Van Dongen werkte onder andere voor Lopende Zaken (VPRO), Kenmerk (IKON) en Vesuvius (IKON). In Engeland werkte hij voor Central Television als researcher voor het programma Central Weekend Live, en het journalistieke onderzoeksprogramma The Cook Report. Bij het journalistieke tv-programma 'Zembla' werkt hij als researcher, maker/regisseur en als adjunct-eindredacteur. Hij kijkt met een sociale blik naar financiële onderwerpen als pensioenfondsen en de Bouwfraude.Van Dongen is maker/regisseur van het journalistieke documentaire programma Zembla en was medeoprichter van de VVOJ.
Voor het programma Zembla maakte Van Dongen samen met Oscar van der Kroon geruchtmakende uitzendingen over de bouwfraude. Zijn reportage over de bouwfraude leidde zelfs tot een parlementaire enquete. In 2006 droeg zijn onderzoek naar het vluchtverhaal van Ayaan Hirsi Ali voor de documentaire ‘De Heilige Ayaan’ mede bij aan de val van het kabinet Balkenende-II. 

## Erkenning
Hij kreeg in 2002 een Academy Award voor de research van een Zembla-aflevering over de zelfmoord van een vluchtelinge uit Irak. Twee jaar later werd zijn documentaire over faillissementsfraudevolgde genomineerd voor de VVOJ Prijs Onderzoeksjournalistiek. Voor de reportage Het Clusterbomgevoel, die hij maakte met André Tak, kreeg hij in 2007 De Tegel en De Loep.
Jos van Dongen behoorde tot de oprichters van de journalistenvakbond VVOJ.

## Prijzen
- De Loep (2007)
- De Tegel (2007)